# سامیت (کارولینای جنوبی)
سامیت(به انگلیسی: Summit) شهری در ایالت کارولینای جنوبی کشور ایالات متحده آمریکا است که جمعیت آن در سرشماری سال ۲۰۱۰ میلادی، ۴۰۲ نفر بوده‌است.